# 廖成利
廖成利（英語：Bruce Liu Sing-lee，1958年10月8日—），香港執業律師、婚姻監禮人和註冊社工，現任香港民主民生協進會主席，前黃大仙區議會彩雲東選區議員。

## 簡歷
廖成利早年在九龍橫頭磡邨第23座成長，就讀該處的天台小學宣道會宣恩小學，曾於1968年參加華僑日報報慶徵文繪畫比賽。畢業後升讀聖芳濟書院。1983年完成香港中文大學社會工作系學士學位。他正式從政前於橫頭磡香港中華基督教青年會的服務中心當社工。
廖成利是黃大仙區議員（1985-1994、2020-2023）、曾任立法局議員（1995-1997）及臨時立法會議員（1997-1998）、九龍城區議員（2002-2011），民協主席（2008-2011），現為《鄧王周廖成利律師行》合夥人、社工總公會義務法律顧問，OurTV「法律知多啲」主持人。
廖成利定期在頭條日報的法律專欄「法理之間」發表文章。

## 學歷
- 1983年，香港中文大學社工系畢業
- 1991年，香港城市大學法律學士
- 1992年，香港大學法律專業證書
- 2002年，香港中文大學政治及行政碩士

## 社會參與
- 1994年8月-至今，執業律師
- 2005年4月-2008年10月，鄧王周廖成利律師行律師
- 2008年11月-至今，鄧王周廖成利律師行合夥人
- 1985年-1994年，黃大仙區議會議員
- 1995年-1997年，立法局議員
- 1997年-1998年，臨時立法會議員
- 2002年-2011年，九龍城區議會議員
- 2008年-2011年，香港民主民生協進會主席
- 2017年-至今，聖方濟各大學兼職講師
- 2017年-至今，宏恩基督教學院兼職講師
- 2020年-2023年，黃大仙區議會議員

## 專業服務
- 2017年-至今，明愛專上學院社工糸「社工與法律」科"講師"
- 2010年-2015年，OurTV .hk「法律知多啲」主持人
- 2009年-2016年，頭條日報「法理之間」專欄作家
- 2000年-至今，關注綜援低收入聯盟 義務法律顧問
- 2000年-至今，社工總工會 義務法律顧問
- 2011年-2021年，法律界選舉委員會委員

## 著作
- 《3分鐘識法》，鄧偉棕、廖成利（合著）（2010），花千樹
- 《僱員補償與疏忽索償》，鄧王周廖成利律師行（2010），花千樹
- 《法律通勝》，廖成利、梁永楷（合著）（2010），民協社會服務中心

## 外部連結
| 議會席位        | 議會席位                                                  | 議會席位            |
| --------------- | --------------------------------------------------------- | ------------------- |
| 前任： 伍周美蓮 | 黃大仙區議會 橫頭磡選區區議員 1985年—1994年               | 繼任： 王玉芬       |
| 前任： 朱初昇   | 九龍城區議會 啟德選區區議員 2002年—2011年12月31日         | 繼任： 楊振宇       |
| 前任： 蔡子健   | 黃大仙區議會 彩雲東選區區議員 2020年1月1日—2023年12月31日 | 末任 原因：選區合併 |
| 政黨職務        |                                                           |                     |
| 前任： 施德來   | 民協主席 2022年－                                         | 現任                |
| 前任： 馮檢基   | 民協主席 2007年－2016年                                   | 繼任： 莫嘉嫻       |